# 't Huis Empe
 't Huis Empe is een landhuis in de Nederlandse plaats Empe, gemeente Brummen in de provincie Gelderland, gelegen aan de Voorsterweg ten zuiden van het dorp. Huis Empe werd omstreeks 1550 gebouwd als een adellijk huis op de grond welke toebehoorde aan het Hof te Empe. Het huis komt onder meerdere namen voor; Boirl, OpBoerl, OpBoerll en Opborl die dan weer afgeleid zijn van de familienamen Boerlo of Buerlo.

## Geschiedenis
Het huis Empe werd gebouwd op grond van de Hof te Empe, die in de veertiende eeuw in bezit was van de heren van Almelo. Latere bezitters waren de families Ten Merssche en Van der Capellen. In 1532 overleed Gerlach van der Capellen en via zijn dochter Geertruid, gehuwd met Thomas van Buerlo, burgemeester van Zutphen, kwam het in het geslacht Van Buerlo. Via vererving kwam het huis ten slotte in bezit van Johanna Catharina, dochter van Thomas van Boerlo tot (Empe en) den Hengelenborg. Zij was in 1657 getrouwd met haar neef Joost Balthasar ten Grotenhuis. Joost Balthasar overleed in 1703 of 1704 en zijn weduwe besloot zich van Empe te ontdoen. In 1710 verkocht zij het goed aan Barthold van Diemen, oudste burgemeester van Zutphen. Hij overleed in 1714, waarop het huis werd toegewezen aan zijn oudste dochter Aleyda die in 1693 gehuwd was met Wilhelm van Hasselt. Zo deed een nieuw geslacht, dat van de Van Hasselts, zijn intrede op Empe. Dit geslacht zou tot 1983 eigenaar van Huis Empe blijven. De laatste heer van Huis Empe, mr. Robbert van Hasselt, stichtte op 9 november 1983 de Stichting Huis Empe. Hiermee werd voorkomen dat Huis te Empe met koetshuis, park en bos aan derden verkocht zou moeten worden. Het herenhuis werd in vier aparte woningen gesplitst, terwijl het koetshuis er twee bevat. De stichting heeft de juridische eigendom behouden, zodat beheerstechnisch alles één geheel gebleven is, terwijl de economische eigendom aan de bewoners is gekomen.